# Taira no Koremori
Taira no Koremori (平維盛) est l'un des commandants en chef des troupes du clan Taira durant la guerre de Genpei.
Il connaît une défaite humiliante à la bataille de Fujigawa en 1180, puis une autre en 1183 à la bataille de Kurikara, qui marque le tournant de la guerre en faveur des Minamoto (il avait tout de même entretemps obtenu une victoire au siège de Hiuchi). Après une nouvelle défaite à la bataille de Yashima, il prend la fuite, et les sources sont partagées sur son sort ultérieur : certaines affirment qu'il se serait donné la mort, d'autres qu'il vécut tranquillement en tant que moine jusqu'à la fin de ses jours.
Son fils est Taira no Takakiyo (1173-1199).
Il est le petit-fils de Taira no Kiyomori (1118-1181).